# Rossomyrmex proformicarum
Rossomyrmex proformicarum é uma espécie de insecto da família Formicidae.
É endémica da Rússia.